# انتخابات الرئاسة النيجيرية 2007
انتخابات الرئاسة النيجيرية 2007 هي الانتخابات الرئاسية التي جرت في 21 أبريل 2007، في نيجيريا، لانتخاب رئيس نيجيريا، فاز بالانتخابات عمر يارادوا.